# Västerfärnebo
Västerfärnebo è un'area urbana della Svezia situata nel comune di Sala, contea di Västmanland.
La popolazione rilevata nel censimento 2010 era di 477 abitanti.